# Glaphyra ishiharai
Glaphyra ishiharai är en skalbaggsart som först beskrevs av Nobuo Ohbayashi 1936.  Glaphyra ishiharai ingår i släktet Glaphyra och familjen långhorningar. Inga underarter finns listade i Catalogue of Life.